# Styloniscus hirsutus
Styloniscus hirsutus is een pissebed uit de familie Styloniscidae. De wetenschappelijke naam van de soort is voor het eerst geldig gepubliceerd in 1971 door Green.